# Adoretus punctipennis
Adoretus punctipennis är en skalbaggsart som beskrevs av Fahraeus 1857. Adoretus punctipennis ingår i släktet Adoretus och familjen Rutelidae. Inga underarter finns listade i Catalogue of Life.